# Enfermeras
Enfermeras é uma telenovela colombiana exibida pela RCN Televisión desde 23 de outubro de 2019.

## Enredo
María Clara González (Diana Hoyos) trabalha como chefe de enfermagem em um dos hospitais mais reconhecidos da cidade: o Santa Rosa. A vida parece sorrir para ele se não fosse a monotonia em que caiu seu casamento com Román, com quem ele tem dois filhos. No dia de seu aniversário, María Clara toma a decisão de reconquistar o marido e reserva um quarto de hotel para passar a noite com ele. No entanto, Román sofre um ataque cardíaco no local e é transferido para uma emergência para receber ajuda médica. Maria Clara passa a noite ao seu lado. No dia seguinte, chega uma mulher chamada Paula, acompanhada pelo filho mais novo, e diz à enfermeira que é o primogênito de Román. A partir daí, Maria Clara fica cada vez mais desiludida com o marido, a ponto de planejar o divórcio.
Por outro lado, um jovem residente em medicina interna chega ao hospital, o Dr. Carlos Pérez (Sebastián Carvajal), que imediatamente tem uma ligação especial com María Clara, tornando-se mais tarde um amigo. No entanto, seu relacionamento será nublado por múltiplos obstáculos, quando Maritza e Valeriano, esposa e pai de Carlos, respectivamente, descobrem o que acontece entre eles. Além disso, a inimizade de María Clara com a chefe Gloria, a oposição de seus filhos a seu novo amor, os negócios turbulentos que ocorrem no hospital em nome de Manuel Castro (Lucho Velasco), seu diretor científico, e o surgimento de uma nova pessoa no Dr. A vida de Pérez fará com que suas vidas tomem direções diferentes.

## Elenco

### Elenco principal
- Diana Hoyos como María Clara González
- Sebastián Carvajal como Carlos Pérez
- Viña Machado como Gloria Mayorga Moreno
- Julián Trujillo como Álvaro Rojas
- Lucho Velasco como Manuel Alberto Castro
- Nina Caicedo como Sol Angie Velásquez
- Federico Rivera como Héctor Rubiano "Coco"
- María Manuela Gómez como Valentina Duarte González
- Cristian Rojas como Camilo Duarte González

### Elenco de apoio
- Andrés Suárez como Agustín Garnica
- Tatiana Ariza como Helena Prieto
- Andrea Rey como Nelly Mejía
- Alejandra Correa como Inés Chacón
- Viviana Posada como Ivonne Ramírez
- Mariana Gómez como Maritza Ferrari
- Susana Rojas como Paula Rivera
- Pedro Palacio como Román Duarte
- Vince Balanta como Ginecólogo Fabio Mosquera
- Nayra Castillo como Psicóloga Esperanza
- Miguel González como Felipe Mackenzie
- Pedro Calvo como Iñaki Ventura
- Juan Fernando Sánchez como Ernesto Álvarez
- Ricardo Vélez como Bernard Mackenzie
- Marcela Posada como Ruby Palacino
- Martha Liliana Ruiz como Jefe Evelyn
- Hugo Gómez como Valeriano Pérez
- María Cecilia Botero como Beatriz Ramírez
- Jessica Mariana Cruz como Mariana Cruz
- Diego Garzón como Luis Tarazona
- Bárbara Perea como Petra
- Andrés Durán como Richi
- Óscar Salazar como Óscar Peñate
- Alexandra Serrano como Milena de Peñate
- Tiberio Cruz como Dr. Castillo

## Prêmios e indicações
| Ano  | Prêmio                 | Categoria                                                    | Trabalho nomeado   | Resultado |
| ---- | ---------------------- | ------------------------------------------------------------ | ------------------ | --------- |
| 2020 | Premios India Catalina | Melhor atriz principal em uma telenovela ou série            | Diana Hoyos        | Venceu    |
| 2020 | Premios India Catalina | Melhor talento favorito do público                           | Sebastián Carvajal | Venceu    |
| 2020 | Premios India Catalina | Melhor atriz antagonística em uma telenovela ou série        | Viña Machado       | Venceu    |
| 2020 | Premios India Catalina | Melhor ator antagonístico em uma telenovela ou série         | Lucho Velasco      | Venceu    |
| 2020 | Premios India Catalina | Melhor talento infantil da indústria nacional do audiovisual | Cristian Rojas     | Venceu    |